# Mobile PCI-Express Module
Mobile PCI-Express Module, ou MXM, est un format de carte graphique pour ordinateurs portables, développé par NVIDIA en collaboration avec, entre autres, Quanta.
Le format est disponible pour l'instant en trois déclinaisons : MXM 1 pour les ultra Portables, MXM 2 pour les portables et MXM 3 pour les « desktop replacement ».
Le MXM devrait permettre aux utilisateurs de changer rapidement, sans grande difficulté, la carte graphique de leur portable.